# Girolamo Piatti
Girolamo Piatti, né à Milan en 1548 et mort à Rome le 14 août 1591, est un jésuite et écrivain italien.

## Biographie
Issu d’une famille noble, il naît à Milan en 1548. Il entre dans la compagnie de Jésus le 24 avril 1568, et s’y distingue par sa piété et ses aptitudes. Claudio Acquaviva, général de l’ordre, en fait son secrétaire pour les lettres latines, parce qu’il écrit bien en latin. Il est aussi chargé du noviciat et a sous sa direction Louis de Gonzague. Il meurt le 14 août 1591, à 44 ans.

## Publications
- De bono status religiosi libri tres, Rome, 1590 ; Venise, 1591. Ce livre, utile à tous ceux qui professent la vie religieuse, en montre les avantages. Il est traduit en plusieurs langues et notamment en italien par le Benedetto Rogacci, sous ce titre : L’Ottimo stato di vita, cioè il religioso, Rome, 1725. À la tête de cette traduction se trouve une notice sur Piatti.
- De cardinalium dignitate et officio tractatus. L’auteur dédie cet ouvrage au cardinal Piatti, son frère ; il est imprimé plusieurs fois avant et après sa mort ; une nouvelle édition paraît à Rome en 1746, publiée par Giovanni Andrea Tria, savant napolitain, qui l’enrichit de notes et y fait diverses augmentations.
- De bono status conjugalis. Piatti écrit ce traité sur des feuilles volantes. Prises pour des papiers inutiles, la plupart sont dispersées et perdues.